# Gomphandra pseudoprasina
Gomphandra pseudoprasina är en järneksväxtart som beskrevs av Herman Otto Sleumer. Gomphandra pseudoprasina ingår i släktet Gomphandra och familjen Stemonuraceae. Inga underarter finns listade i Catalogue of Life.